# 832
832 (DCCCXXXII) var ett skottår som började en måndag i den julianska kalendern.

## Händelser

### Okänt datum
- Gautbert vigs av ärkebiskop Ebo av Reims med hjälp av Ansgar till missionsbiskop i Birka. Vid vigningen ger de honom det nya namnet Simon. Gautbert beger sig till Birka och bygger en kyrka.

## Födda
- Guan Xiu, kinesisk munk, poet och författare.

## Avlidna
- 24 mars – Wulfred, ärkebiskop av Canterbury.
- 30 augusti – Cui Qun, kinesisk kansler.
- 18 oktober – Zhao Zongru, kinesisk kansler.
- Feologild, ärkebiskop av Canterbury.